# Julia Lier
Pour les articles homonymes, voir Lier.
Julia Lier, née le 11 novembre 1991, est une rameuse allemande.

## Palmarès

### Jeux olympiques

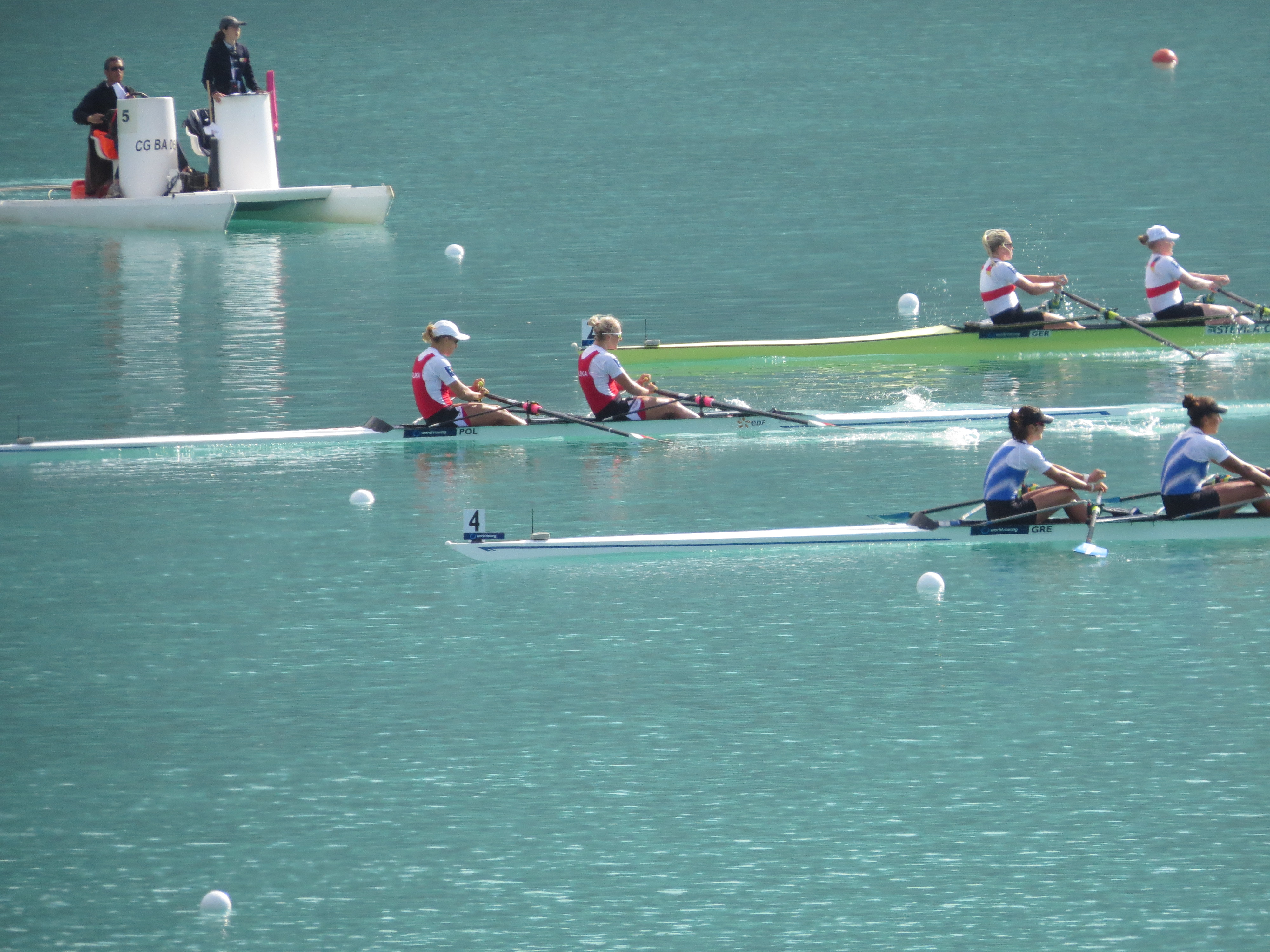
Julia Lier et Mareike Adams lors de la demi-finale des championnats du monde 2015.

- 2016 à Rio de Janeiro (Brésil)
  -  Médaille d'or en quatre de couple.

### Championnats du monde
| Discipline           | Chungju 2013 Corée du Sud | Amsterdam 2014 Pays-Bas | Aiguebelette 2015 France |
| -------------------- | ------------------------- | ----------------------- | ------------------------ |
| Deux de couple, pl   | 5e                        |                         | Bronze                   |
| Quatre de couple, pl |                           | Or                      |                          |

### Championnats d'Europe
| Discipline           | Séville 2013 Espagne | Belgrade 2014 Serbie | Poznań 2015 Pologne |
| -------------------- | -------------------- | -------------------- | ------------------- |
| Skiff, pl            | 6e                   |                      |                     |
| Quatre de couple, pl |                      | Argent               | 4e                  |